# Diocèse d'Autlán
Le diocèse d'Autlán (en latin : Dioecesis Rivoriensis ; en espagnol : Diócesis de Autlán) est un diocèse de l'Église catholique du Mexique, suffragant de l'archidiocèse de Guadalajara.

## Territoire

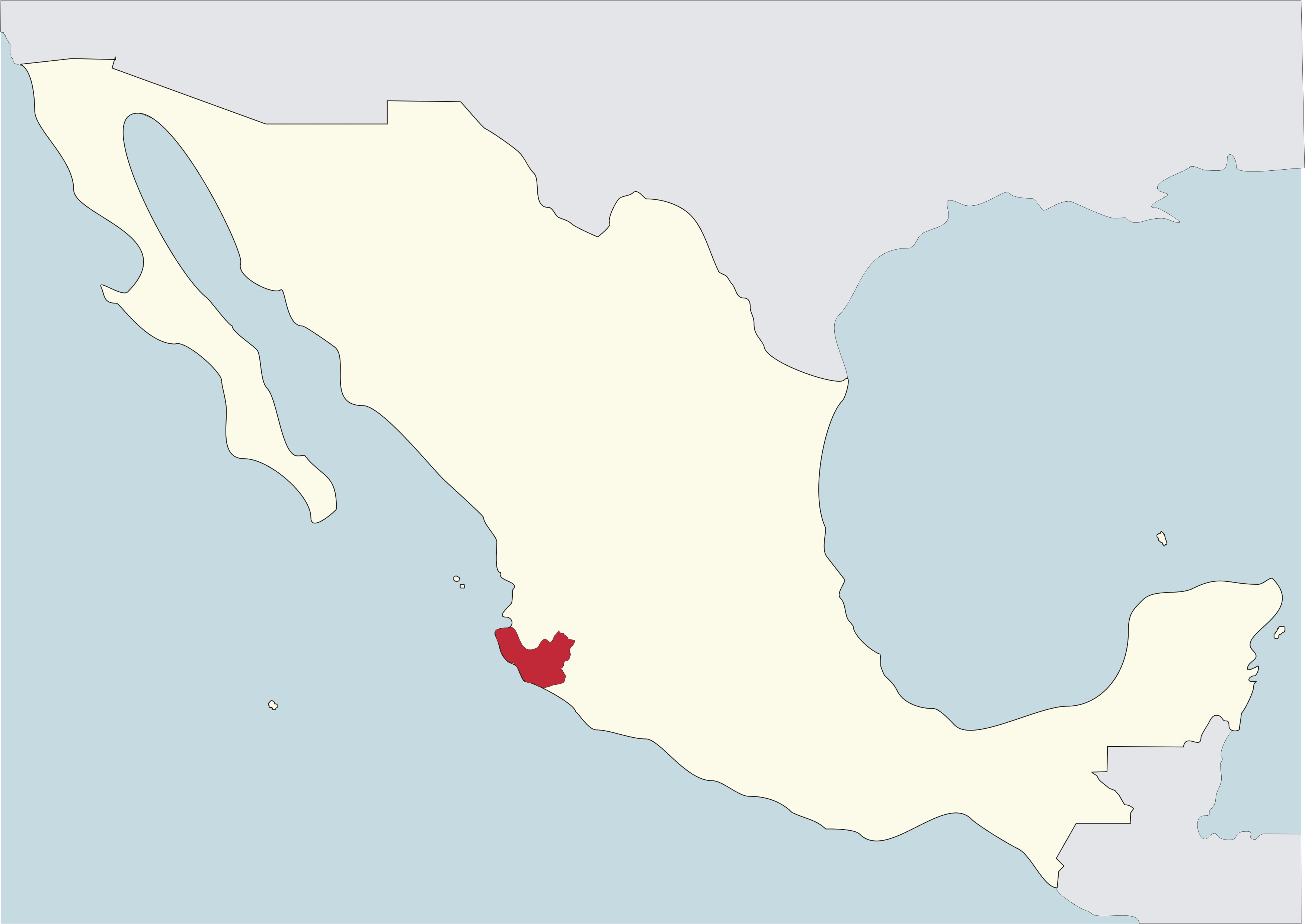
Diocèse d'Autlán en rouge sur la carte du Mexique

Il comprend les municipalités d'Atengo, Autlán de Navarro, Ayutla, Cabo Corrientes, Casimiro Castillo, Cihuatlán, Cuautitlán de García Barragán, Cuautlá, Ejutla, El Grullo, El Limón, La Huerta, Juchitlán, Tecolotlán, Tenamaxtlán, Tomatlán, Unión de Tula et Villa Purificación de l'État de Jalisco.
Il possède un territoire d'une superficie de 14 774 km2 divisé en 51 paroisses. Le siège épiscopal est la ville d'Autlán où se trouve la cathédrale de la Très-Sainte-Trinité (es).

## Histoire
Le diocèse est érigé le 28 janvier 1961 par la bulle Cristifidelium utilitati du pape Jean XXIII recevant son territoire du diocèse de Colima et de l'archidiocèse de Guadalajara. Autlán devient suffragant de ce dernier.
Par la lettre apostolique Cum fuerit du 17 février 1986, le pape Jean-Paul II confirme que saint Joseph est le patron principal du diocèse.

## Évêques
- Miguel González Ibarra (20 mars 1961 - 15 juillet 1967) nommé évêque de Ciudad Obregón
- Everardo López Alcocer (25 juillet 1967 - 19 décembre 1968)
- José Maclovio Vásquez Silos (25 mars 1969 - 23 juillet 1990)
- Lázaro Pérez Jiménez (15 mai 1991 - 26 juillet 2003) nommé évêque de Celaya
- Gonzalo Galván Castillo (26 octobre 2004 - 25 juin 2015)
- Rafael Sandoval Sandoval, M.N.M, depuis le 23 novembre 2015